# Archontophoenix maxima
Archontophoenix maxima, con el nombre común en inglés de Walsh River palm, es la especie más grande del género Archontophoenix. Es endémica de  Queensland, Australia. Esta robusta palmera crece en la selva,  en altitudes de 800 a 1200 metros en el río Walsh y el vecino Mount Haig Range en la meseta Atherton a 17 ° latitud sur aproximadamente.

## Descripción
Archontophoenix maxima alcanza hasta los 25 metros de altura, con tronco de hasta 30 cm de diámetro con una base más amplia. Las hojas son erectas  de hasta 4 metros de largo. La inflorescencia, masivamente ramificada,  es de hasta 1,5 metros de largo, y tiene flores blancas. Cuando madura, el fruto es de color rojo y de 13 - 15 mm de longitud. Las flores se parecen mucho a las de Archontophoenix alexandrae.

## Taxonomía
Archontophoenix maxima fue descrita por John Leslie Dowe y publicado en Austrobaileya 4: 235. 1994.
Etimología
Archontophoenix: nombre genérico que deriva de las palabras griegas: archon = "jefe, principal", phoenix = "palmera", en general, llamado así por su estatura real y la apariencia.
maxima: epíteto latino que significa "la más grande".